# Tender SA
Tender SA este un grup de companii din România, controlat de omul de afaceri Ovidiu Tender.
Tender SA conține companiile Grupul Energetic Tender, Vulcan București, FECNE, Nuclearmontaj, UPRUC CTR,
Jetran Air, FAM Farm, Eurostrade, Eurobeton, Esparom, compania de construcții SIRD Timișoara și producătorul de materiale de construcții Talc Dolomița Hunedoara și compania de construcții Întreprinderea de Construcții Siderurgice Hunedoara (ICSH).
Tender SA desfășoară activități în domenii precum: energetic, servicii în industria petrolului și gazelor, prospecțiuni geologice, infrastructură rutieră, imobiliare, agricultură, turism și aviație.
Compania deține și o participație de 54% din acțiuni la compania Intercenter Service,
precum și 71,66% din acțiunile Prospecțiuni București.
Din grupul Tender mai face parte și compania Vulcan International GmbH Viena, care a fost înființată în ianuarie 2008 și asigură managementul afacerilor Grupului Energetic Tender.
În august 2007, Vulcan International Viena a cumpărat o uzină de prelucrări metal în Slovenia, care produce stații de betoane, echipamente pentru construcții și fabrici de asfalt concasare.
În anul 2002, Tender deținea și un pachet mic de acțiuni la Gabriel Resources, o companie care investește într-un proiect de exploatare a aurului în Munții Apuseni.
În același timp, Tender se află în Consiliul de Administrație al Gabriel Resources.
În noiembrie 2009, holdingul Tender SA avea în total 16.000 de angajați.
Cifra de afaceri:
- 2008: 250 milioane dolari[7]
- 2007: 220 milioane dolari[7]
- 2001: 100 milioane dolari[6]